# Потоцкий, Станислав Владислав
Станислав Владислав Потоцкий (ум. 27 июня 1732) — государственный деятель Речи Посполитой, ловчий великий литовский (1704—1710), стражник великий литовский (1710—1729), воевода белзский (1729—1732), староста грубешовский, маршалок Тарноградской конфедерации.

## Биография
Представитель знатного польского магнатского рода Потоцких герба «Пилява». Сын гетмана великого коронного Феликса Казимира Потоцкого (1630—1702) и Кристины Любомирской (ум. 1669). Братья — воевода волынский Михаил Потоцкий, стражник великий коронный Юзеф Потоцкий и староста грибовецкий Ежи Потоцкий.
Неоднократно избирался послом на сеймы. В 1704 году был назначен ловчим великим литовским, в 1710 году получил должность стражника великого литовского. В 1729 году Станислав Владислав Потоцкий был назначен воеводой белзским.
Писал сонеты.

## Семья
Был дважды женат. Его первой женой была Эльжбета Анна Францкевич-Радзиминская, дочь старосты слонимского Стефана Францкевича-Радзиминского. В 1712 году вторично женился на Марианне Ржевуской, дочери гетмана великого коронного Станислава Матеуша Ржевуского. От двух браков не имел потомства.